# Garafía
Garafía er en kommune i det sydvestlige Spanien på øen La Palma i provinsen Santa Cruz de Tenerife, De Kanariske Øer. Den har et indbyggertal på 1.983 (2024) indbyggere.